# 呂文燧
呂文燧（1317年—1370年），字用明，江浙等處行中書省婺州路永康縣（今浙江省永康市）人。元末明初政治人物。
元末，曾经招募三千义士，抵挡盗患。朱元璋平定婺州时，召為營田司經歷，升廬州府知府，改嘉興府知府。守卫松江民乱，坚持到李文忠援兵到。将领欲屠城，呂文燧力劝，百姓免难。三年后，奉旨出使阇婆國，因病卒。